# Tsuchihashi Yuki
Tsuchihashi Yuki (土橋 優貴, sinh ngày 16 tháng 1 năm 1980) là một cựu cầu thủ bóng đá nữ người Nhật Bản.

## Đội tuyển bóng đá nữ quốc gia Nhật Bản
Tsuchihashi Yuki thi đấu cho đội tuyển bóng đá nữ quốc gia Nhật Bản từ năm 2001.

## Thống kê sự nghiệp
| Nhật Bản  | Nhật Bản | Nhật Bản |
| Năm       | Trận     | Bàn      |
| --------- | -------- | -------- |
| 2001      | 4        | 0        |
| Tổng cộng | 4        | 0        |